# Ларусс, Пьер
Пьер Ларусс, или Лярусс (фр. Pierre Athanase Larousse; 23 октября 1817, Туси, департамент Йонна — 3 января 1875, Париж) — французский филолог, педагог, языковед, лексикограф и издатель. Основал собственное издательство, которое со временем превратилось в крупнейший издательский центр Европы, создал семнадцатитомный Большой универсальный словарь XIX века.

## Биография
Родился в 1817 году в городке Туси, департамент Йонна, в семье кузнеца. Уже в школьные годы мечтал стать энциклопедистом уровня Дидро. Получил стипендию, позволившую ему обучаться в Версале. В двадцать лет, вернувшись в Туси, стал школьным учителем и занимался педагогикой. В 1840 г. отправился в Париж, где слушал бесплатный курс в Сорбонне и других учебных заведениях и активно посещал библиотеки. Занимался лингвистикой и древними языками, историей, философией, механикой и астрономией. В Париже он устроился работать в частную школу-интернат.
В 1850 г. вместе с Огюстеном Буайе основал издательский дом Librairie Larousse. Издательство быстро развивается и публикует передовые школьные учебники и пособия для учителей. В 1856 оно публикует «Новый словарь французского языка», который впоследствии будет переработан и примет вид «Малого Ларусса». Словарь был осуждён католической церковью и занесен в список запрещенных книг.
Труд жизни Ларусса — «Большой универсальный словарь ΧΙΧ века» (фр. Grand Dictionnaire universel du XIXe siècle). Он выходит в 17 томах (15 основных и 2 дополнительных) с 1866 по 1876 гг. и составляет 22700 страниц. В 1960-е гг. издательство выпустило обновлённую версию под названием «Большая энциклопедия Ларусса».
Персональный девиз Пьера Ларусса — «Дать знания всем и обо всём». Девиз словарей Ларусс — «Я сею при любом ветре» (фр. « Je sème à tout vent »). Пьер Ларусс умер в Париже в 1875 г. и похоронен на кладбище Монпарнас. Его дело продолжил племянник Жюль Олье.
Изображён на французской почтовой марке 1968 года.